# Freddie Bartholomew
Pour les articles homonymes, voir Bartholomew.
 (juin 2021).
Si vous disposez d'ouvrages ou d'articles de référence ou si vous connaissez des sites web de qualité traitant du thème abordé ici, merci de compléter l'article en donnant les références utiles à sa vérifiabilité et en les liant à la section « Notes et références ».
Freddie Bartholomew, né le 28 mars 1924 à Willesden à Londres (Royaume-Uni), et mort le 23 janvier 1992 à Sarasota (Floride, États-Unis), est un acteur anglo-américain.
Il est principalement connu pour avoir été un enfant acteur à Hollywood dans les années 1930.

## Biographie
Frederick Cecil Bartholomew naît en 1924 à Harlesden dans l'arrondissement de Willesden, Middlesex, à Londres, de Cecil Llewellyn Barthélemy, un combattant de la Première Guerre mondiale devenu fonctionnaire, et de Lilian May Clarke. À l'âge de trois ans, délaissé par ses parents, Freddie vit à Warminster, une ville à l'ouest de Londres, chez ses grands-parents paternels. Il est confié à sa tante Millicent Mary Barthélémy "Cissie", qui l'élèvera.

### Enfant star

#### De l'Angleterre à Hollywood
À Warminster, Freddie Bartholomew est un enfant précoce, doué pour la récitation à l'âge de trois ans. À cinq ans, il est connu à Warminster et surnommé le fabuleux élocutionniste (« Wonder Boy elocutionist ») : il récite des poèmes, de la prose et des extraits issus de divers répertoires, dont celui de Shakespeare. Il obtient son premier rôle au cinéma à l'âge de six ans, en 1930, grâce à ses dons pour la danse et son élocution.

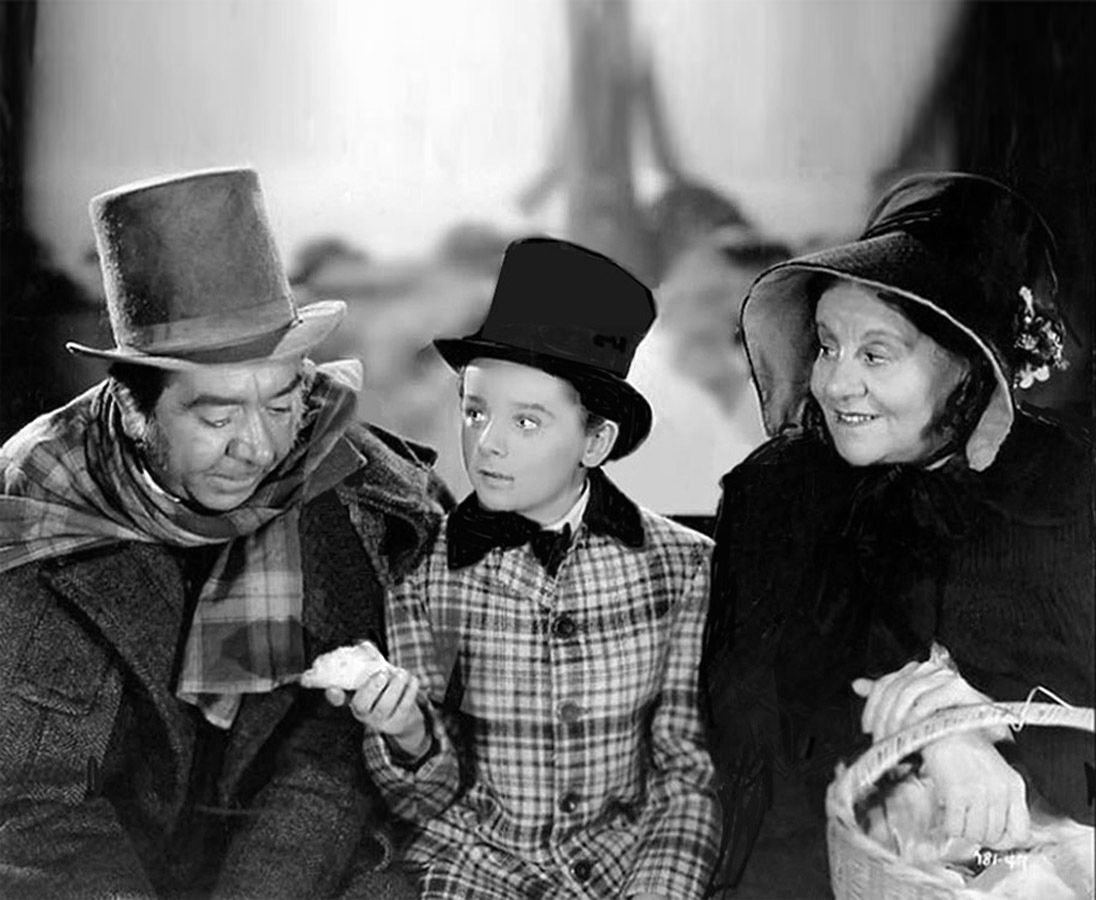
Entre Herbert Mundin et Jessie Ralph, dans David Copperfield.

Il étudie à l'Académie Conti des arts du théâtre (en) de Londres, et apparaît dans quatre films britanniques mineurs. L’Académie Italia Conti le recommande au réalisateur américain George Cukor et au producteur David O. Selznick, qui lui proposent le rôle-titre dans un film en costume d'époque réalisé en 1935 par la Metro-Goldwyn-Mayer (MGM) : David Copperfield. En août 1934, accompagné de sa tante, Freddie déménage aux États-Unis où la MGM lui fait signer un contrat de sept ans.
David Copperfield est un succès qui fait de Freddie une star du jour au lendemain. Le jeune acteur enchaine ensuite avec une série de productions prestigieuses avec certaines des stars les plus populaires de l’époque. Parmi ses succès des années 1930, on peut citer : Anna Karenine avec Greta Garbo et Frederic March ; Professional Soldier (1935) avec Gloria Stuart et Victor McLaglen ; Le Petit Lord Fauntleroy (1936) avec Dolores Costello ; Le Pacte (Lloyd's of London, 1937) avec Madeleine Carroll et Tyrone Power ; Au seuil de la vie (The Devil Is a Sissy, 1936) avec Mickey Rooney et Jackie Cooper, et Capitaines courageux (1937) avec Spencer Tracy.

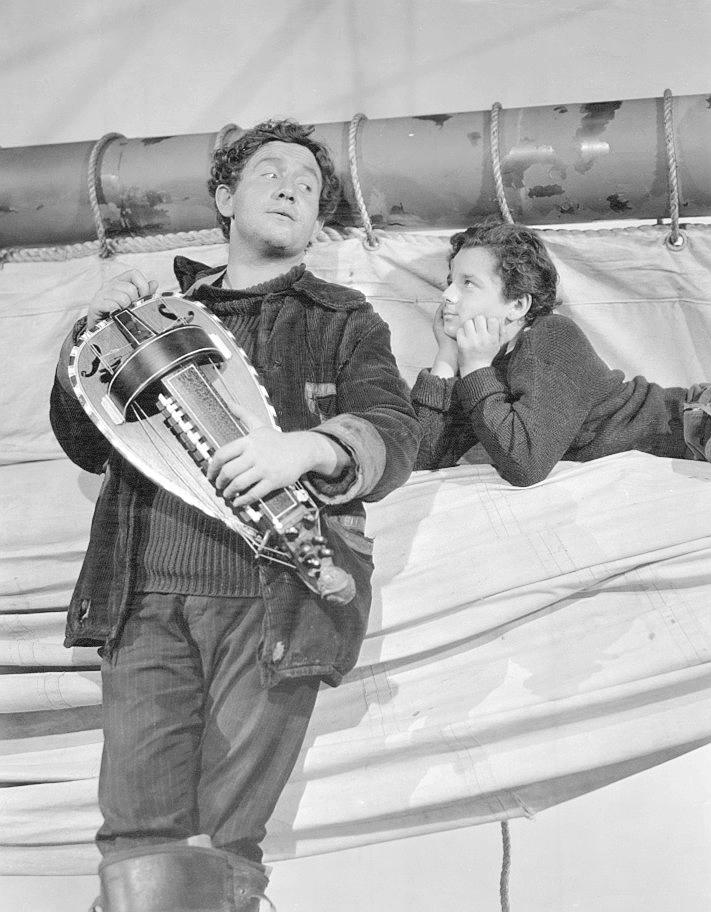
Avec Spencer Tracy, dans Capitaines courageux.

Le tournage de Capitaines courageux a nécessité une année entière ; une grande partie a été tournée au large des côtes de la Floride et de l'île de Catalina, en Californie. Freddie Bartholomew a dit à propos du tournage : « Pour un gamin, c'était comme une longue sortie. Spencer Tracy, Lionel Barrymore, Mickey Rooney, Melvyn Douglas et moi… Nous étions tous devenus très proches les uns avec les autres durant ces douze mois. Quand le tournage a été terminé, nous avons tous pleuré comme des bébés au moment de se dire au revoir ». Ses talents d'acteur, sa présence à l'écran, sa distinction anglaise raffinée, sa gamme d'émotions et son visage angélique, font de Freddie un favori du box-office. Il devient rapidement le deuxième enfant acteur le mieux payé après Shirley Temple.
Le scénariste Ring Lardner Jr. ne tarit pas d'éloges à son sujet, disant à propos de son jeu dans Le Petit Lord Fauntleroy : « Il est à l'écran presque constamment, et le relief de son personnage est pertinent, ce qui est presque unique chez un enfant acteur, et d'ailleurs très rare chez les trois quarts des acteurs adultes ». Pour son rôle dans Capitaine courageux, le critique Frank S. Nugent, du New York Times écrivait : « le jeune maître Bartholomew… a joué Harvey sans faute ».
En avril 1936, au vu du grand succès du Petit Lord Fauntleroy et de la célébrité de Freddie, les parents du jeune acteur, jusque-là pratiquement absents de sa vie, tentent d’obtenir sa garde et celle de sa fortune issue de ses cachets. S'ensuit une longue bataille juridique de près de sept ans, qui va résulter en la perte de la quasi-totalité de l’argent provenant des cachets de Freddie, argent dépensé en frais d'avocats et de justice, et en pensions à ses parents et ses deux sœurs.

#### Crise avec la MGM
Les très grandes dépenses engendrées par la bataille financière qui l'oppose à ses parents, poussent sa tante à réclamer à la MGM une augmentation des cachets de son neveu. Elle menace de rompre le contrat avec le studio et de trouver un autre studio plus généreux. La bataille des contrats met Freddie au chômage pendant un an, provoquant, entre autres, le report, voire la perte du rôle principal qu'il aurait dû tenir dans un film prévu pour 1937 : Kim, d'après l'œuvre de Rudyard Kipling, mais aussi dans le film Le Jockey rouge (Thoroughbreds Don't Cry) avec Judy Garland et Mickey Rooney.
À partir de 1942, Freddie reprend les tournages, mais dans des films de moindre qualité, dont seulement trois (sur onze) sont produits par la MGM. Dès 1938, il connaît une baisse de popularité, due en grande partie à la qualité des rôles qu'on lui propose et à ses ennuis avec la MGM, mais aussi au fait qu'en 1938, il est devenu un adolescent de quinze ans mesurant plus d'un mètre quatre-vingts. À cette époque, les spectateurs sont également plus concentrés sur les problèmes politiques qui allaient aboutir à la Seconde Guerre mondiale ; aussi, les adaptations de classiques de la littérature ou des films en costume d'époque, dans lesquels excellait Freddie, sont-ils alors moins en vogue.
En 1938, la Twentieth Century Fox engage Bartholomew pour le rôle principal de son film, Le Proscrit (Kidnapped) d'après le roman Enlevé ! de Stevenson. Le film connaît un succès presque aussi grand que Le Petit Lord Fauntleroy (Freddie y retrouve Charles Aubrey Smith, déjà présent dans Le Petit Lord). Toujours en 1938, la MGM le fait tourner avec Mickey Rooney pour la quatrième et cinquième fois, dans Barreaux blancs (Lord Jeff) et dans Un drôle de lascar (A Yank at Eton), puis il partagera la vedette avec Judy Garland dans la comédie musicale Surprise Camping (Listen, Darling).
En 1939, il fait à nouveau équipe avec Jackie Cooper dans The Spirit of Culver et Two Bright Boys. Pour le studio RKO, il joue dans Le Robinson Suisse et, l'année suivante, dans Tom Brown's School Days.
La Seconde Guerre mondiale s'aggravant, le studio Columbia lui donne le rôle principal dans trois films « militarisants » : Naval Academy (1941), Cadets on parade (1942), et Junior Army (1942).

### Seconde Guerre mondiale et après-guerre

#### Enrôlement dans l'armée
La Deuxième Guerre mondiale et son service militaire interrompent davantage la carrière de Bartholomew. Il s’engage dans les forces aériennes de l’armée américaine le 13 janvier 1943 à l'âge de 18 ans, où il est employé à la maintenance des avions. Trois mois plus tard il obtient la citoyenneté américaine,. Pendant sa formation à l'armée, il fait une chute ; blessé au dos, il est hospitalisé pendant sept mois puis est démobilisé le 12 janvier 1944. Il est de retour au cinéma avec un rôle dans une comédie à petit budget, The Town Went Wild (en) (1944), où il retrouve Jimmy Lydon avec qui il avait tourné dans les trois films « militarisants » cités plus haut. C'est l’avant-dernier film qu’il tourne.
Ses efforts pour relancer sa carrière cinématographique sont infructueux, et ses tentatives dans les théâtres régionaux et le vaudeville n'aboutissent pas non plus. Après des expériences douloureuses, dont un grave accident de voiture et l'échec d'une pièce de théâtre à Los Angeles en 1946, il épouse son attachée de presse, Maely Daniele, de six ans plus âgée que lui et deux fois divorcée. Ce mariage cause un profond et permanent désaccord avec sa tante, laquelle retourne en Angleterre. Ce n'est pas un heureux mariage. En novembre 1948, il part sans sa femme pour une tournée en Australie comme chanteur de night-club et pianiste puis rentre aux États-Unis.

#### Du cinéma à la publicité
En 1951, à 27 ans, Freddie Bartholomew fait ses adieux au cinéma avec un denier film, St. Benny the Dip (en) d'Edgar George Ulmer où il incarne un prêtre. Après cela, il se rapproche du milieu de la télévision, un media alors nouveau et en plein essor. D'artiste, il devient présentateur et directeur à la télévision, puis réalisateur et producteur des programmes de la chaîne WPIX à New York, de 1949 à 1954.
Il divorce en 1953, et en décembre de la même année, se remarie avec la responsable de télévision et auteur Aileen Paul, qu'il avait rencontrée à WPIX. Le couple donne naissance à une fille, Kathleen Millicent Bartholomew, née en 1956, et à un fils, Frederick R. Bartholomew, né en 1958. La famille vit à Leonia dans le New Jersey.
En 1954, Bartholomew commence à travailler pour Benton & Bowles, une grande agence de publicité de New York, comme producteur de télévision et réalisateur. Chez Benton & Bowles, il produit des sitcoms comme The Andy Griffith Show, et produit ou réalise plusieurs soap operas, dont As the World Turns, The Edge of Night et C'est déjà demain (Search for Tomorrow). En 1964, il devient vice-président de la section radio et télévision de la société.
Bartholomew et Aileen divorcent en 1977. Il épouse en troisièmes noces, Elisabeth Grabill, à laquelle il reste marié jusqu’à sa mort. Souffrant d'emphysème, il prend sa retraite de la télévision à la fin des années 1980. Il déménage avec sa famille à Bradenton, en Floride. En 1991, il a participe à une interview pour un film documentaire de la MGM : MGM: When the Lion Roars. (1992).
Frederick Bartholomew meurt des suites de son emphysème, à Sarasota, en Floride, le 23 janvier 1992, à l'âge de 67 ans.

## Récompenses
- Le 4 avril 1936, Freddie Bartholomew laisse l'empreinte de ses mains, ainsi que sa signature dans le ciment du parvis du Grauman's Chinese Theatre, à Hollywood.

- Il a son étoile sur le trottoir des célébrités (Hollywood Walk of Fame), au numéro 6667 du Hollywood Boulevard[13].

- Il est l'une des 250 légendes masculines du grand écran nommé en 1999 par l'American Film Institute en 1999 dans le cadre de la sélection AFI's 100 ans... 100 acteurs de légendes[14].

## Mention dans la culture populaire
- Le dessin animé produit par la Warner Brothers, The Major Lied 'Til Dawn de (1938) présente un personnage s'inspirant de Freddie Bartholomew.

- Une boisson non alcoolisée contenant du soda au gingembre et du jus de citron, est appelée Cocktail Freddie Bartholomew en son honneur.

## Filmographie
- 1930 : Toyland de Alexander Oumansky
- 1931 : Fascination de Miles Mander
- 1932 : Lily Christine de Paul L. Stein (non crédité)
- 1932 : Strip, Strip, Hooray (en) de Norman Lee
- 1935 : David Copperfield (The Personal History, Adventures, Experience, and Observation of David Copperfield, the Younger) de George Cukor
- 1935 : Anna Karénine (Anna Karenina) de Clarence Brown
- 1935 : Professional Soldier de Tay Garnett
- 1936 : Le Petit Lord Fauntleroy (Little Lord Fauntleroy) de John Cromwell
- 1936 : Au seuil de la vie (The Devil Is a Sissy) de W. S. Van Dyke
- 1936 : Le Pacte (Lloyd's of London), de Henry King
- 1937 : Capitaines courageux (Captains Courageous) de Victor Fleming
- 1938 : Le Proscrit (Kidnapped) d'Otto Preminger
- 1938 : Barreaux blancs (Lord Jeff) de Sam Wood
- 1938 : Surprise Camping (Listen, Darling), d'Edwin L. Marin
- 1939 : The Spirit of Culver (en) de Joseph Santley
- 1939 : Two Bright Boys de Joseph Santley
- 1940 : Le Robinson suisse (Swiss Family Robinson)
- 1940 : Tom Brown étudiant (en) (Tom Brown's School Days) de Robert Stevenson
- 1941 : Naval Academy d'Erle C. Kenton
- 1942 : Cadets on Parade de Lew Landers
- 1942 : Un drôle de lascar (A Yank at Eton) de Norman Taurog
- 1942 : Junior Army de Lew Landers
- 1944 : Tempête sur la ville (en) (The Town Went Wild) de Ralph Murphy
- 1947 : Sepia Cinderella (en) d'Arthur H. Leonard
- 1951 : Saint Benny le pickpocket (en) (St. Benny the Dip) d'Edgar George Ulmer